# Acalypha cupricola
Acalypha cupricola är en törelväxtart som beskrevs av Robyns och Geoffrey A. Levin. Acalypha cupricola ingår i släktet akalyfor, och familjen törelväxter. Inga underarter finns listade i Catalogue of Life.